# Juan Gualberto Godoy
Juan Gualberto Godoy (Mendoza, 1793 – 1864) è stato uno scrittore argentino.
Tra le sue opere si ricordano la raccolta Poesie (1889) e il Dialogo del Carro.